# Combat de Plumelec
Chouannerie
Batailles
- 1er Vannes
- Fouesnant
- Scrignac
- Lannion
- Pontrieux
- Bourgneuf-la-Forêt
- Plumelec
- Savenay
- Loiré
- Ancenis
- 2e Vannes
- Pluméliau
- Pontivy
- 1er La Roche-Bernard
- 1er Rochefort-en-Terre
- Pacé
- Guérande
- Fleurigné
- Fougères
- Vitré
- Mané-Corohan
- Plabennec
- Saint-Pol-de-Léon
- Kerguidu
- Lamballe
- Saint-Perreux
- 2e Rochefort-en-Terre
- 2e La Roche-Bernard

La combat de Plumelec se déroula lors de la Pré-Chouannerie.

## Le combat
Le 1er octobre 1791, à la suite de la vente du prieuré de Plumelec comme bien national, les religieuses  bénédictines sont expulsées, tandis que le district de Josselin fixe la vente du mobilier au 16 octobre, jour de foire.
Ce jour-là, le receveur des domaines et ses deux commis escortés par 21 soldats se rendent à la foire de Plumelec, située sur la lande et la cour du prieuré. Les enchères commencent dans le calme mais la foule se fait de plus en plus menaçante et des objets sont arrachés des mains des acheteurs qui se voient traités de « voleurs » et de « soutireurs. » Les soldats interviennent et la vente peut reprendre. Mais peu après un homme se présente à nouveau aux enchères brandissant son bâton, il s'écrie « Vive Dieu ! Vive la Vierge Marie ! Vive le Roi ! » Les soldats tentent de l'arrêter mais ils se heurtent à l'opposition des paysans, ces derniers sont alors rejetés hors du prieuré. Peu à peu les paysans encerclent le couvent et se pressent aux portes qui finissent par être brisées. Les soldats ouvrent alors le feu et tuent quatre personnes, la plupart de Saint-Jean-Brévelay, dont une femme. Les paysans se vengent sur un soldat isolé qui est massacré, puis mutilé : on trouvera sur le cadavre onze blessures. Les révoltés continuent un temps de faire le siège du prieuré, puis ils finissent par se retirer,.